# ميغيل خيمينيز بونس
ميغيل خيمينيز بونس (بالإسبانية: Miguel Jiménez Ponce) (14 مارس 1990 في المكسيك - ) هو لاعب كرة قدم مكسيكي في مركز حراسة المرمى. لعب مع نادي غوادالاخارا وCoras FC ‏.

## وصلات خارجية
- ميغيل خيمينيز بونس على موقع قاعدة بيانات كرة القدم.إي يو (الإنجليزية)
- ميغيل خيمينيز بونس على موقع Soccerway.com (الإنجليزية)
- ميغيل خيمينيز بونس على موقع AS.com (الإسبانية)